# Shortselling
Shortselling, short-selling, shorting (at shorte) eller Baisse-spekulation er en betegnelse for en praksis på aktiemarkedet, hvor det er muligt at profitere på faldende værdipapirkurser.
Shortselling går kort sagt ud på, at investor først låner et antal aktier (eller andre værdipapirer) for et lånegebyr. Dette gøres typisk fra en større aktør, der har en bred mere eller mindre fast aktieportefølje – f.eks. en bank. Så sælger man aktierne og sætter pengene til side. Derefter venter man på, at kursen falder, hvorefter man køber aktierne tilbage, og afleverer dem der, hvor man har lånt dem. Gevinsten er forskellen mellem, hvad man solgte de lånte aktier for, og hvad man måtte betale for at købe dem tilbage (fratrukket lånegebyret). På den måde har man konverteret kursfald til profit, fordi tabet på kursfaldet blev undgået.
Omvendt kan man også tabe på at short-sælge, hvis de værdipapirer, man har lånt, mod forventning stiger i pris, efter de er blevet solgt. Nu er man tvunget til at købe disse tilbage til en højere pris for at aflevere dem igen, og da taber short-sælgeren både lånegebyret og kursforskellen. Der er her større risiko for tab, end ved almindelig aktiehandel, da der ved shortselling ikke er nogen øvre grænse for et tabs størrelse. Hvis en investor køber en aktie almindeligt til 100 kroner, og virksomheden går fallit dagen efter, har investoren tabt 100 kroner. Men hvis en investor shortseller en aktie med en værdi til 100 kroner, der så stiger til eksempelvis 1000 kroner, er tabet ikke 100, men 900 kroner.
Efter finanskrisen i 2007-2009, blev der i EU indført fælles retslige muligheder og bestemmelser overfor shortselling. En investor må ikke længere shortsell'e uden at kunne garantere at kunne levere værdipapirerne, enten ved at overtage dem eller indgå kontrakt om overdragelsen. Hvis en investor shortseller i et givet omfang, skal de indberettes til landenes tilsynsmyndigheder. Derudover blev der udstedt fælles retningslinjer til at indføre midlertidige handelsforbud.

## Kritik
Uanset økonomiske overvejelser, betragter mange mennesker et kort salg for at være moralsk forkert, da det er en spekulativ aktivitet, der forårsager tab for andre mennesker eller virksomheder.
Det er udover de etiske overvejelser ved shortselling også blevet observeret, at omfanget af investeringsformen kan påvirke markeder negativt. Særligt hvis et marked i forvejen er "stresset", ses det, at shortselling forøger mistilliden til markedets tilstand.